# UMLet
UMLet – otwarte, oparte na języku Java narzędzie służące do nauczania UML oraz szybkiego tworzenia diagramów w tym języku. To raczej narzędzie służące do rysowania niż modelowania, jako że nie zawiera żadnego słownika lub katalogu elementów modelowych przeznaczonych do ponownego użytku. UMLet jest rozpowszechniany na licencji GNU.
UMLet posiada prosty interfejs użytkownika, który używa kodów formatujących tekst w celu dekoracji podstawowych kształtów i dodania do nich adnotacji, tak więc nie zaśmieca użytkownikowi widoku mnóstwem ikon i list parametrów. To wymaga od użytkownika nauki nowego języka znaczników, ale nakład pracy jest niewielki a znaczniki oczywiste dla doświadczonego projektanta UML.
UMLet może eksportować diagramy do zdjęć (eps, jpg), formatów wektorowych (SVG) oraz formatów dokumentów (PDF). Można używać schowka do kopiowania i wklejania diagramów do innych aplikacji jako zdjęć. Wspierane jest także tworzenie własnych elementów UML.
Podstawowe elementy rysunku mogą być modyfikowane i używane jako szablony, co pozwala użytkownikom do modyfikowania aplikacji do własnych potrzeb. To wymaga zaprogramowania ich w języku Java.
Obsługiwane są najważniejsze typy diagramów UML: klas, przypadków użycia, sekwencji, stanów, wdrożenia, czynności.
Obsługa funkcji języka UML 2.0 nie jest jeszcze dostępna, chociaż można by ją osiągnąć poprzez niestandardowe rozwinięcia. Obsługuje takie koncepcje, jak UmlAsSketch Martina Fowlera. Jego cele projektowe są opisane w dokumencie „Flyweight UML Modelling Tool for Software Development”. Inna praca porównuje UMLet z Rational Rose.
Rodzimy format plików aplikacji to UXF, rozszerzenie XML przeznaczone do wymiany diagramów UML.
UMLet działa jako samodzielna aplikacja lub jako plugin do środowiska Eclipse, na systemach Windows, OS x i Linux.

## Wydania
- wersja 14.1.1: Nowe niestandardowe elementy, nowe sekwencje all-in-one, poprawki błędów
- wersja 13.3: Nieprzejrzyste elementy, poprawki błędów
- wersja 13.2: Poprawione relacje
- wersja 13.1: Poprawki błędów
- wersja 13.0: Wewnętrzna refaktoryzacja, pomoc kontekstowa
- wersja 11.3: Zmodyfikowane zachowanie menedżera bezpieczeństwa, nowe opcje, ulepszony tryb wsadowy, nowe typy relacji
- wersja 11.2: Zawijanie wierszy dla elementów niestandardowych, lepsze wygładzanie krawędzi, lepsze wsparcie dla Eclipse
- wersja 11.1: Poprawki stabilności
- wersja 11.0: Lista ostatnio otwartych plików, drag and drop plików uxf, zaktualizowany format plików
- wersja 10.4: Palety wspierają przeciągnij i upuść, zaawansowany schowek i ulepszone wsparcie dla klawiatury
- wersja 10.3: Aktualizacja interfejsu użytkownika

## Ograniczenia
- Nie ma bezpośredniego wsparcia dla szablonów (klas parametrycznych), ani wzorców projektowych, choć obydwa mogą być osiągnięte poprzez obejścia
- Brak wsparcia dla generowania kodu – to decyzja projektowa, która ma na celu zapewnienie małych rozmiarów i szybkości działania aplikacji.